# Luke Kirby
Luke Kirby (* 21. června 1978, Hamilton, Ontario, Kanada) je kanadský divadelní, filmový a televizní herec. V roce 2019 získal cenu Emmy za roli v seriálu Úžasná paní Maiselová.

## Život
Narodil se v Hamiltonu do rodiny dvou Američanů, kteří se do Kanady přistěhovali v roce 1974. Jeho matka pochází z Brooklynu. Drama studoval na National Theatre School v Kanadě, kde v roce 2000 odmaturoval.

## Kariéra
Už jako teenager vystupoval s The National Theatre School, kde v květnu roku 2000 odmaturoval. Po pár konkurzech získal roli v mini-seriálu stanice CBS Haven.
Krátce poté vystoupil v roli Morgana ve Factory Theatre v produkci Geometry in Venice v Torontu. Za vystoupení získal nominaci na cenu Dora Mavor Moore Award. Následovala role v produkci Troilus a Kressida v New Yorku. V roce 2006 získal kritické uznání za roli v produkci Jump/Cut.
V roce 2003 měl premiéru na Filmovém festivalu v Torontu jeho film Mambo Italiano. V roce 2007 si zahrál hlavní roli Raye Dokese po boku Rachael Leigh Cook. Ve stejném roce se objevil po boku Lindsay Lohan ve filmu Šéfe, jsem v tom!. V roce 2015 hlavní roli Marka Kaplana v seriálu The Astronaut Wives Club. V roce 2017 měl premiéru film Psí poslání, ve kterém si zahrál roli Jima Montgomeryho. Ve stejném roce se připojil k obsazení seriálu Úžasná paní Maiselová, ve kterém hraje roli Lennyho Bruce.

## Filmografie

### Film
| Rok  | Název                     | Role             | Poznámky                          |
| ---- | ------------------------- | ---------------- | --------------------------------- |
| 2001 | Ztracená                  | Jake Hollander   |                                   |
| 2002 | Halloween: Zmrtvýchvstání | Jim              |                                   |
| 2003 | Mambo Italian             | Angelo Barberini | Nominace - Canadian Comedy Awards |
| 2003 | Jak nezískat Pulitzera    | Rob Gruen        |                                   |
| 2003 | Štěstí                    | Shane Bradley    |                                   |
| 2004 | Teorie oken               | Brad             |                                   |
| 2004 | The Human Kazoo           | Zacharia         | krátký film                       |
| 2004 | Golfový sen               | Frank Hoyt       |                                   |
| 2007 | V dostihovém sedle        | Ray Dokes        |                                   |
| 2007 | The Stone Angel           | Leo              |                                   |
| 2009 | Šéfe, jsem v tom!         | Nick Steinwald   |                                   |
| 2011 | Take This Waltz           | Daniel           |                                   |
| 2012 | The Samaritan             | Ethan            |                                   |
| 2013 | Krajina poskvrněných      | Russell          |                                   |
| 2014 | Neklidná mysl             | Marco            |                                   |
| 2017 | Psí poslání               | Jim Montgomery   |                                   |
| 2017 | Another Kind of Wedding   | Misha            |                                   |
| 2018 | Little Woods              | Bill             |                                   |
| 2019 | Skleněný                  | Pierce           |                                   |
| 2020 | Percy versus Goliáš       | Peter Schmeiser  |                                   |
| 2021 | No Man of God             | Ted Bundy        |                                   |

### Televize
| Rok        | Název                            | Role                          | Poznámky                                  |
| ---------- | -------------------------------- | ----------------------------- | ----------------------------------------- |
| 2000       | Give Me Your Soul...             | Vypravěč                      | dokument                                  |
| 2001       | Přístav                          | Daniel Weinzweig              | mini-seriál                               |
| 2002       | Halloween: Resurrected           | Sám sebe                      | video                                     |
| 2003–2005  | Slings and Arrows                | Jack Crew                     | 7 dílů                                    |
| 2004       | Sex Traffic                      | Callum Tate                   | mini-seriál Nominace —Gemini Award        |
| 2005       | The Eleventh Hour                | Josh Casey                    | díl: „Hit Delete“ Nominace — Gemini Award |
| 2005       | It's Me...Gerald                 | Doktrok Dan                   | díl: „How Do You Know You've Hit Bottom?“ |
| 2006       | Northern Town                    | Brian                         |                                           |
| 2007       | Řekni, že mě miluješ             | Hugo                          | 8 dílů                                    |
| 2009       | Flashpoint                       | Evan Hewson                   | díl: „Last Dance“                         |
| 2009       | Právo a pořádek                  | Bobby Amato                   | díl: „The Drowned and the Saved“          |
| 2009       | Zákon a pořádek: Zločinné úmysly | Andre Haslum                  | díl: „Folie a Delux“                      |
| 2009–2010  | Cra$h & Burn                     | Jimmy Burn                    | 13 dílů                                   |
| 2012       | Sherlock Holmes: Jak prosté      | Aaron Ward                    | díl: „The Rat Race“                       |
| 2012-2014  | Republic of Doyle                | Clyde Cowley                  | 2 díly                                    |
| 2012, 2014 | Rectify                          | Jon Stern                     | 16 dílů                                   |
| 2013       | Lovci zločinců                   | Chris Beckner                 | díl: „2 Pi R“                             |
| 2013       | Spravedlnost v krvi              | Detektiv Wolf Landsman        | díl: „Men in Black“                       |
| 2015       | Najděte mi hrdinu                | Edwin E. McAmis               | mini-seriál, 2 díly                       |
| 2015       | The Astronaut Wives Club         | Mark Kaplan                   | 10 dílů                                   |
| 2015       | Dobrá manželka                   | Harry McGrath                 | díl: „Manipulace“                         |
| 2017–2023  | Úžasná paní Maiselová            | Lenny Bruce                   | 9 dílů                                    |
| 2017       | Dobrý boj                        | Harry McGrath                 | díl: „Self Condemned“                     |
| 2017       | Bull                             | Harry Kemp                    | díl: „Dirty Little Secrets“               |
| 2018       | Mrtvý bod                        | Christophe Bruyere aka Junior | 2 díly                                    |
| 2018       | Sorry for Your Loss              | Tripp                         | díl: „Welcome to Palm Springs“            |
| 2018–2019  | The Deuce: Špína Manhattanu      | Gene Goldman                  | 10 dílů                                   |
| 2019       | The Twilight Zone                | Dylan                         | díl: „Not All Men“                        |
| 2019       | Výstřední společnost             | Tommy                         | 2 díly                                    |
| 2020       | Little Voice                     | Jeremy                        | 4 díly                                    |
| 2021       | Super drbna                      | Davis Calloway                | vedlejší role                             |